# Lämbacken
Lämbacken är en ort i Östmarks socken i Torsby kommun i norra Värmland. Bebyggelsen i orten och i dess grannby Långerud avgränsades 1995 till en småort av SCB som en småort 1995. Genom ett misstag namnsattes denna småort i statistiken till Sörmark och Millmark, som var namnet på en annan småort sydost om denna som existerade 1990, men inte 1995.